# Mongol Daguur
Mongol Daguur (mongol: Монгол дагуур, también conocido como Dauria mongola) es una región de estepa y humedales de Mongolia declarada Reserva Mundial de la Biosfera por la UNESCO y Sitio Ramsar de Importancia Internacional. Se trata de una ecorregión transfronteriza a caballo entre tres países, situada en la provincia de Dornod, en Mongolia oriental, y contigua a la ecorregión de Dauria, en Rusia, y a los humedales del lago Hulun, en China. La zona está clasificada como Zona Estrictamente Protegida en el marco de las zonas protegidas de Mongolia.
El territorio de estepas y humedales de Mongol Daguur está formado principalmente por paisajes montañosos bajos que albergan una gran variedad de fauna y flora. La reserva de la biosfera ofrece zonas de nidificación y reproducción a especies amenazadas en todo el mundo, como la grulla cuelliblanca, y sirve de escala migratoria a muchas especies raras y en peligro de extinción.